# Thung lũng hoang vắng
Thung lũng hoang vắng là bộ phim điện ảnh Việt Nam thuộc thể loại chính kịch được sản xuất năm 2001, do NSND Phạm Nhuệ Giang đạo diễn và Nguyễn Quang Lập viết kịch bản. Bộ phim có sự tham gia của các diễn viên Hồng Ánh, Nguyễn Hậu, Trung Dũng. Thung lũng hoang vắng đã giành được những giải thưởng quan trọng trong nước và tham gia một số liên hoan phim quốc tế.

## Nội dung
Cô giáo Minh có tình cảm với thầy Tành, nhưng ông lại yêu cô Giao, còn cô Giao lại có mối tình đắm say với anh địa chất tên Hùng. Mị - cô học trò nhỏ của Giao cũng đem lòng thương Hùng và vô tình chứng kiến cảnh ái ân của hai người bên suối. Đứng trước cú sốc tâm lý ấy, Mị nghỉ học.
Cô Giao đến khuyên nhủ nhưng Mị cho rằng đó là lời dối trá. Người dân trong làng biết chuyện và không cho con cái của mình theo học ở ngôi trường ấy nữa. Cùng lúc đó, Hùng bỏ đi, trường đóng cửa vì không còn học viên. Cuối cùng cô Minh và cô Giao cùng lặn lội đến các bản kêu gọi học sinh quay lại trường.

## Phân vai
- Nguyễn Hậu: thầy Tành
- Hồng Ánh: cô Giao
- Tuyết Hạnh: cô Minh
- Trung Dũng - Hùng
- Trần Nữ Yên Khê - cameo
- Thu Trang - Mị

## Phát hành
Sau khi giành được các giải thưởng trong nước, bộ phim được Fafilm Việt Nam và Phát hành phim Quân đội mua bản quyền. Hãng phát hành Anet của Hàn Quốc đã mua lại bản quyền và làm lại âm thanh cho bộ phim để phát hành tại Hàn Quốc.
Fafilm Việt Nam phát hành trên các rạp trong nước và hợp tác với Visonet phát hành thương mại tại Mĩ.
Đơn vị Phát hành phim Quân đội sẽ phát bộ phim trên hệ thống các cơ sở chiếu phim của Quân đội.
Phiên bản VCD, DVD của bộ phim do Phương Nam phim phát hành.

## Hậu trường
Dù kịch bản phim được duyệt, cấp phép sản xuất nhưng vẫn nhận phải sự phản đối, đã có những thư nặc danh yêu cầu dừng sản xuất được gửi đến Cục điện ảnh. Những đơn thư này cho rằng bộ phim chủ yếu khai thác chuyện tình cảm của các giáo viên, cùng với cảnh nóng sẽ ảnh xấu đến hình tượng nhà giáo.
Bộ phim được quay tại Tả Giàng Phìn, Sapa, Lào Cai.
Thào A Dê, một diễn viên nhí dân tộc H'Mông đóng một vai phụ trong phim với mức lương 70.000/tháng, đã nói rằng quá trình tham gia bộ phim giúp anh có hứng thú và động lực với việc học. A Dê là người đầu tiên của xã Tả Giàng Phìn học lên đại học (Trường đại học Sư phạm Hà Nội) . Anh là một trong 65 cá nhân được nhận giải thưởng "Thanh niên sống đẹp năm 2021" của Trung ương Hội Liên Hiệp Thanh niên Việt Nam.
Vai diễn thầy Tành trong Thung lũng hoang vắng là vai chính duy nhất trong sự nghiệp của diễn viên Nguyễn Hậu.
Trong phim diễn viên Hồng Ánh có những cảnh nóng với nhân vật Hùng, cô lo lắng vì không biết bạn diễn sẽ thế nào. Kinh phí làm phim không đủ thuê diễn viên đóng thế cho Hồng Ánh cũng như đoàn làm phim chưa tìm được diễn viên phù hợp cho vai Hùng. Cuối cùng nhân vật này được giao cho Trung Dũng - lúc này là trợ lý quay phim của đoàn.
Tháng 10/2002 bộ phim được đưa đi tham dự Liên hoan phim Kim Kê ở Trung Quốc.

## Đánh giá
Theo Nhà phê bình điện ảnh Lê Hồng Lâm:

### Diễn xuất
Với “Thung lũng hoang vắng”, những nhân vật giáo viên vốn hay được lý tưởng hóa và đóng khung trong sự hy sinh cao cả đã được biên kịch và đạo diễn lần lượt phá vỡ và mang lại cho họ những tính cách, số phận đích thực. Các nhân vật từ vai chính đến quần chúng đều được khắc họa sinh động, để lại nhiều cảm xúc cho người xem.

### Dựng phim
Nữ đạo diễn Phạm Nhuệ Giang vừa thể hiện một cái nhìn lãng mạn đậm màu sắc nữ tính trong phong cách dàn dựng của mình, nhưng cũng đồng thời mang lại cho bộ phim sự chân thực, thô mộc và xúc cảm mạnh mẽ khi khai phá nỗi niềm thầm kín của đàn bà.
Nguyễn Quang Lập đặc biệt thành công trong việc xây dựng tính cách nhân vật và những câu thoại bình dị, dân dã được bật lên tự nhiên như đời sống.

### Quay phim
Nhà quay phim Lý Thái Dũng đã sử dụng nhiều khuôn hình đặc tả xen lẫn với toàn cảnh hay những cú máy tĩnh để làm nổi bật bối cảnh rộng lớn và số phận nhỏ bé, đơn độc của những con người trong không gian đó. Lý Thái Dũng sử dụng nhiều bối cảnh ngoại thể hiện sự hoang vắng của một ngôi trường vùng cao nằm đơn độc giữa thung lũng vắng bóng người, nơi các phương tiện văn minh không chạm đến, nơi những con người phải sống với nỗi cô đơn và khát khao kìm nén của họ.

## Giải thưởng
Bộ phim đã tham dự nhiều Liên hoan phim ở Trung Quốc, Singapore, Úc, Hàn Quốc,...
| Năm  | Giải thưởng                            | Hạng mục                                  | (Người) đề cử   | Kết quả      | Tham khảo |
| ---- | -------------------------------------- | ----------------------------------------- | --------------- | ------------ | --------- |
| 2001 | Liên hoan phim Việt Nam lần thứ 13     | Phim truyện điện ảnh                      | —               | Bông sen bạc | [ 12 ]    |
| 2001 | Liên hoan phim Việt Nam lần thứ 13     | Nữ diễn viên chính xuất sắc               | Hồng Ánh        | Đoạt giải    | [ 12 ]    |
| 2001 | Liên hoan phim Việt Nam lần thứ 13     | Quay phim xuất sắc                        | Lý Thái Dũng    | Đoạt giải    | [ 12 ]    |
| 2002 | LHP quốc tế Melbourne                  | Giải Fipresci cho các đạo diễn trẻ châu Á | —               | Đoạt giải    | [ 12 ]    |
| 2002 | Giải thưởng Hội Điện ảnh Việt Nam 2001 | Phim điện ảnh                             | —               | Giải B       | [ 13 ]    |
| 2002 | Giải Mai Vàng                          | Đạo diễn phim điện ảnh xuất sắc           | Phạm Nhuệ Giang | Đoạt giải    | [ 14 ]    |